# Saint-Martin (Wasserbillig)

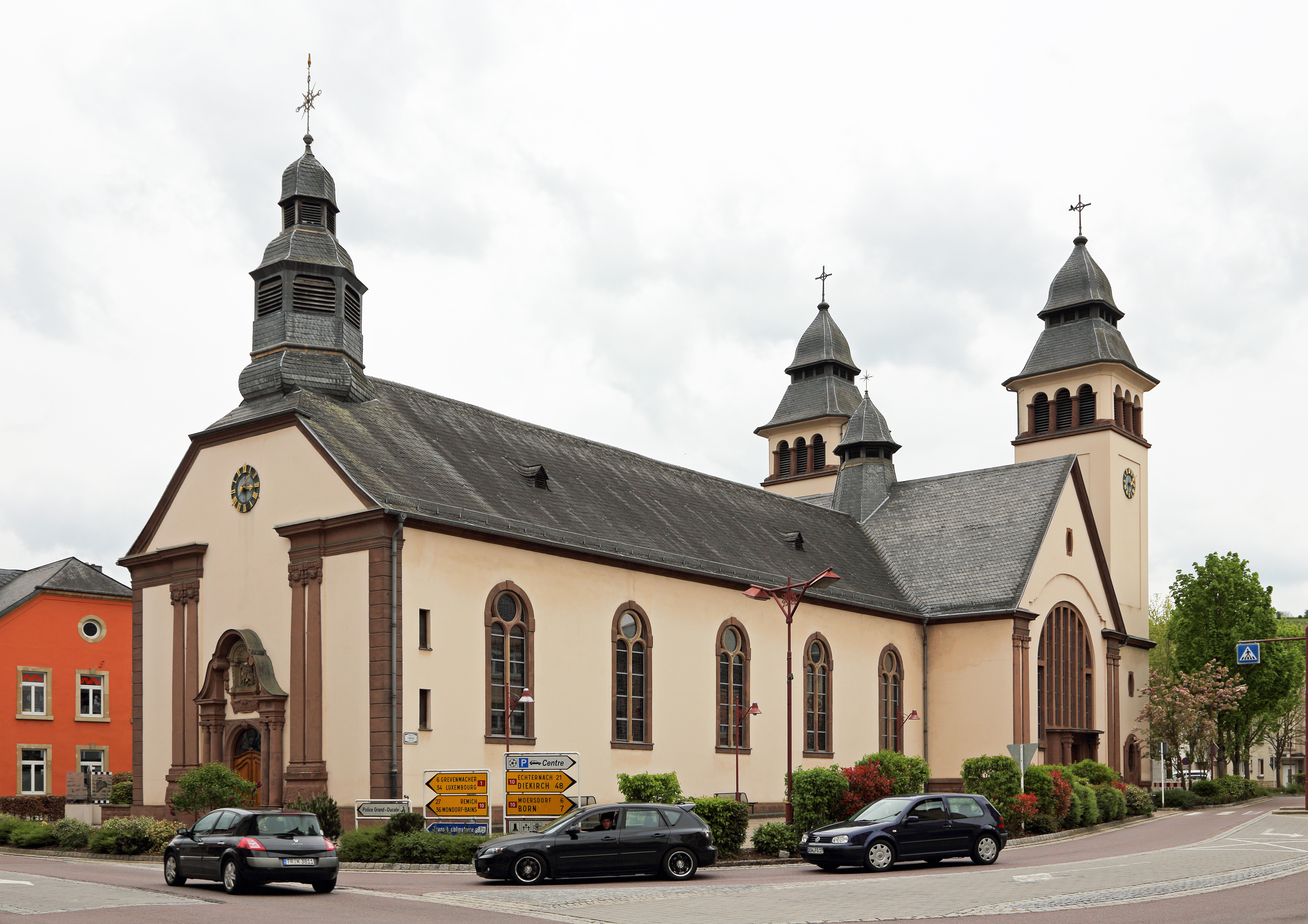

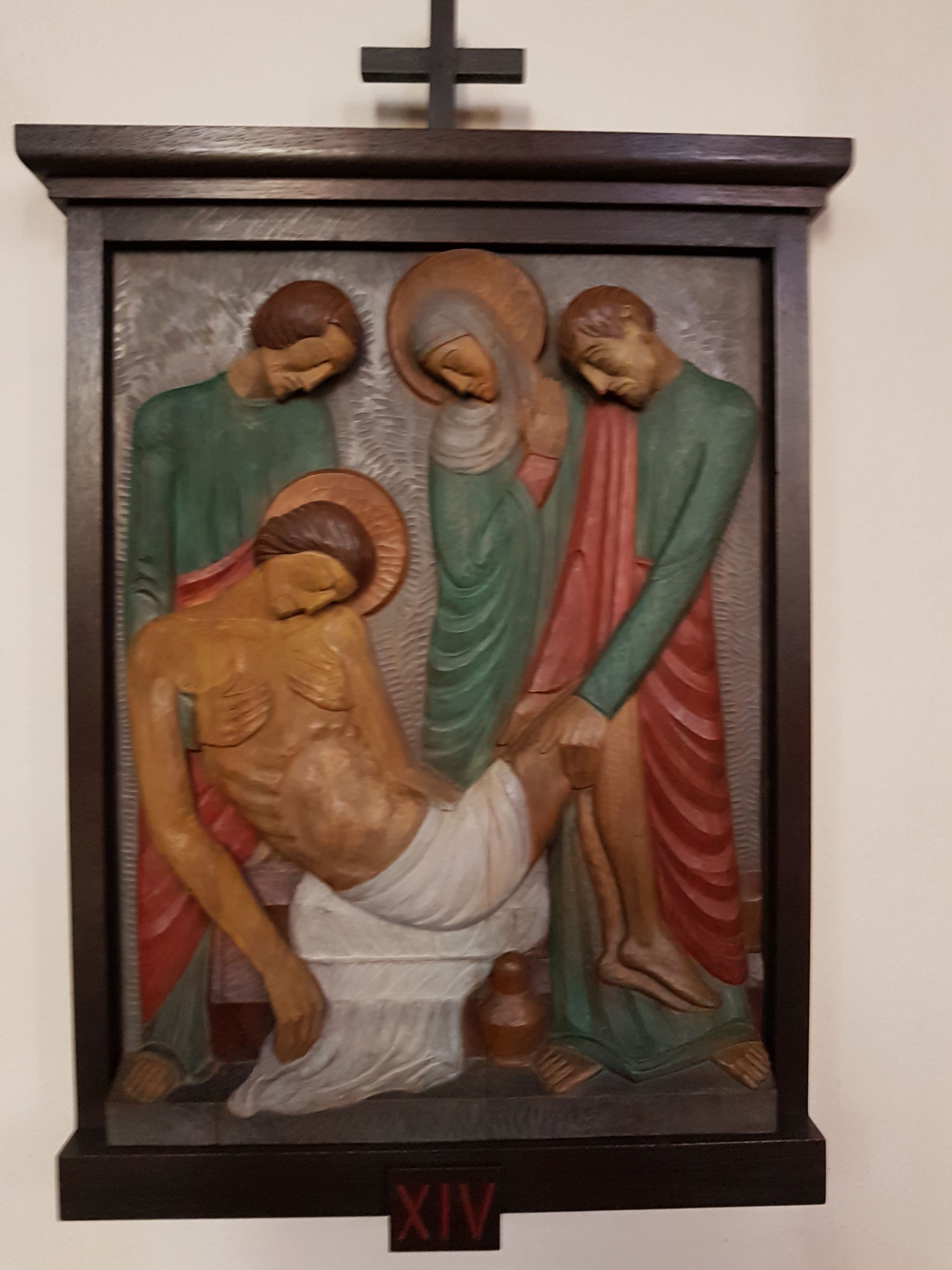

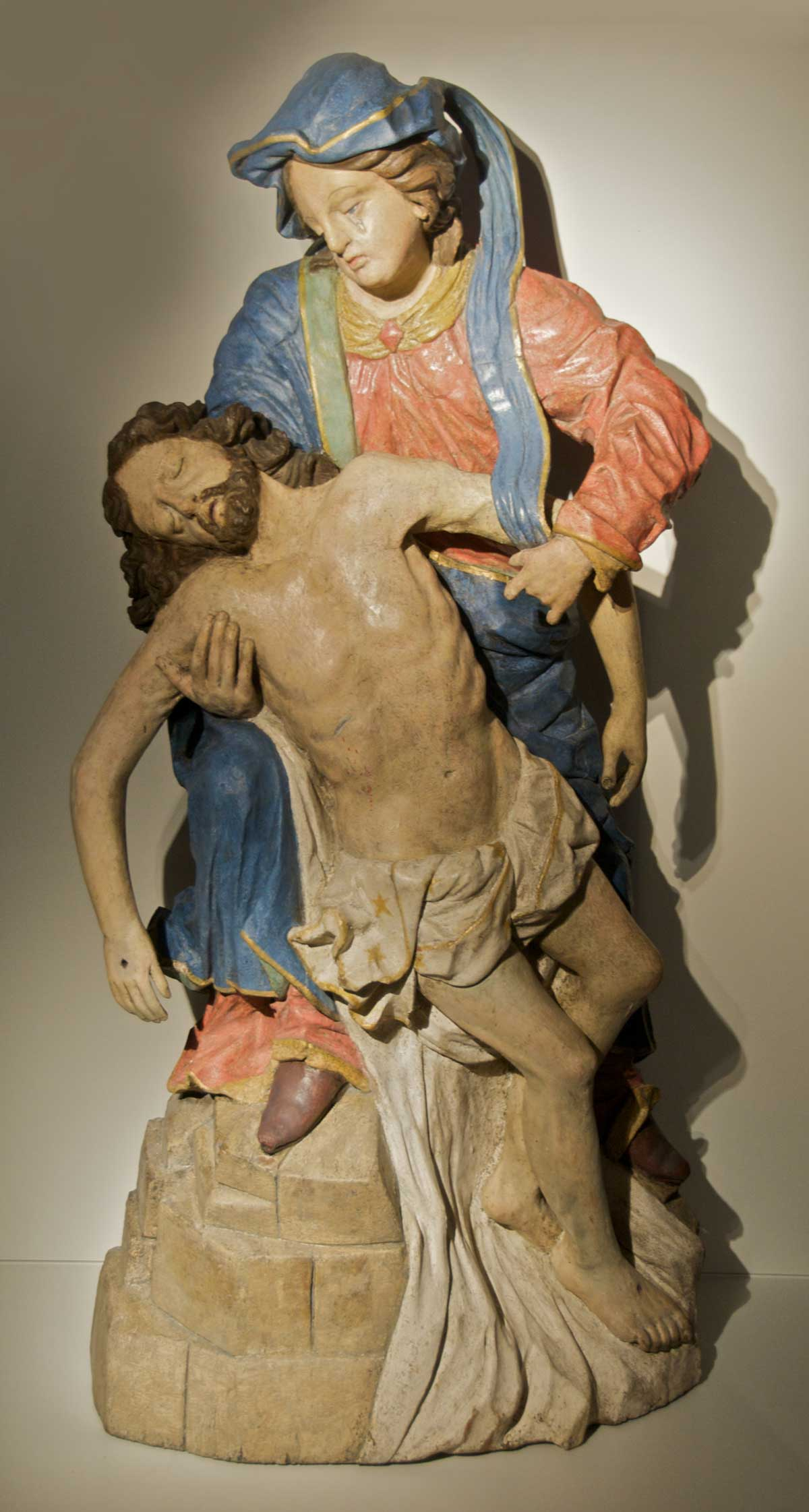
Pieta

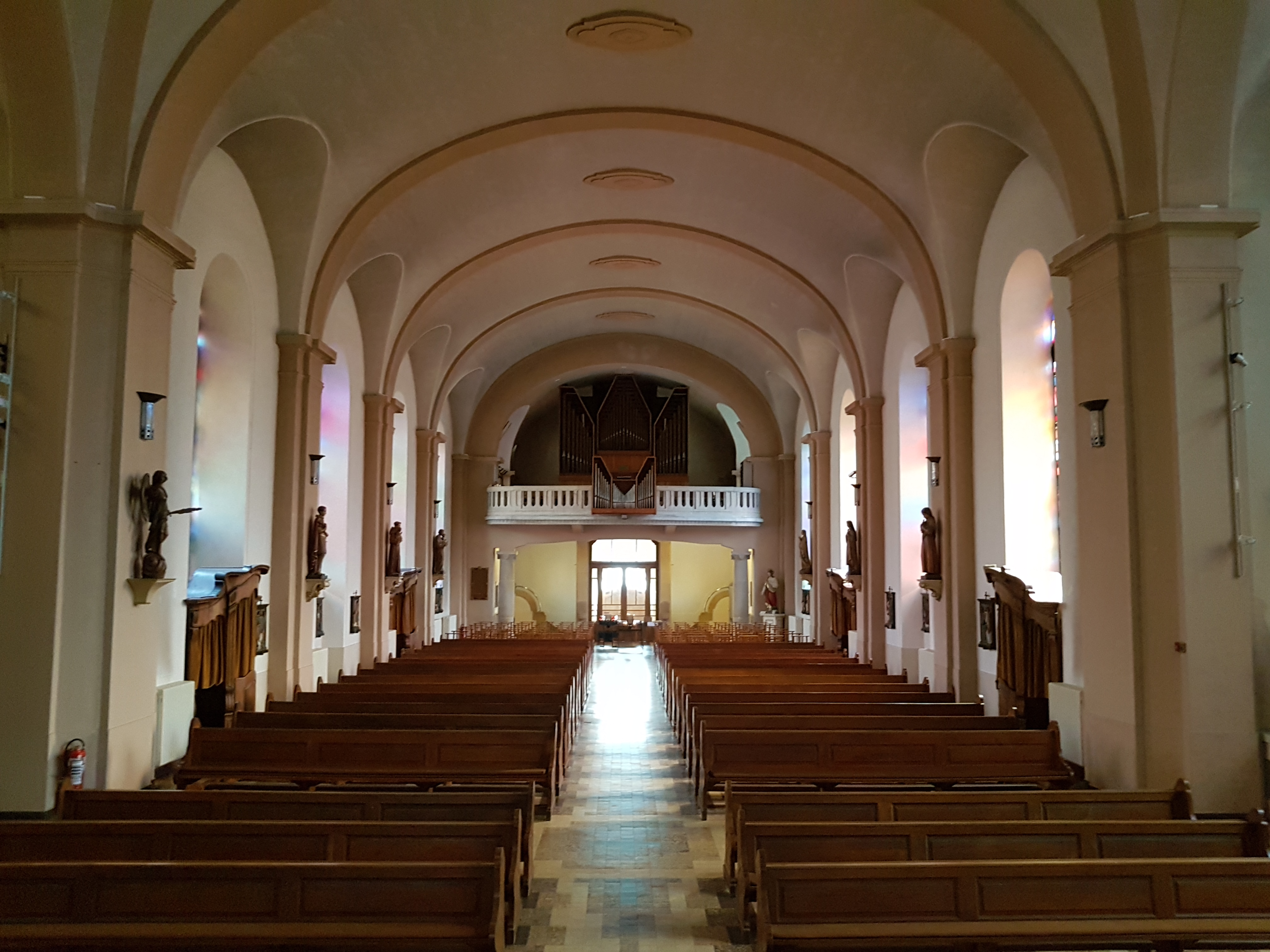
Blick vom Altar zur Orgel/Empore

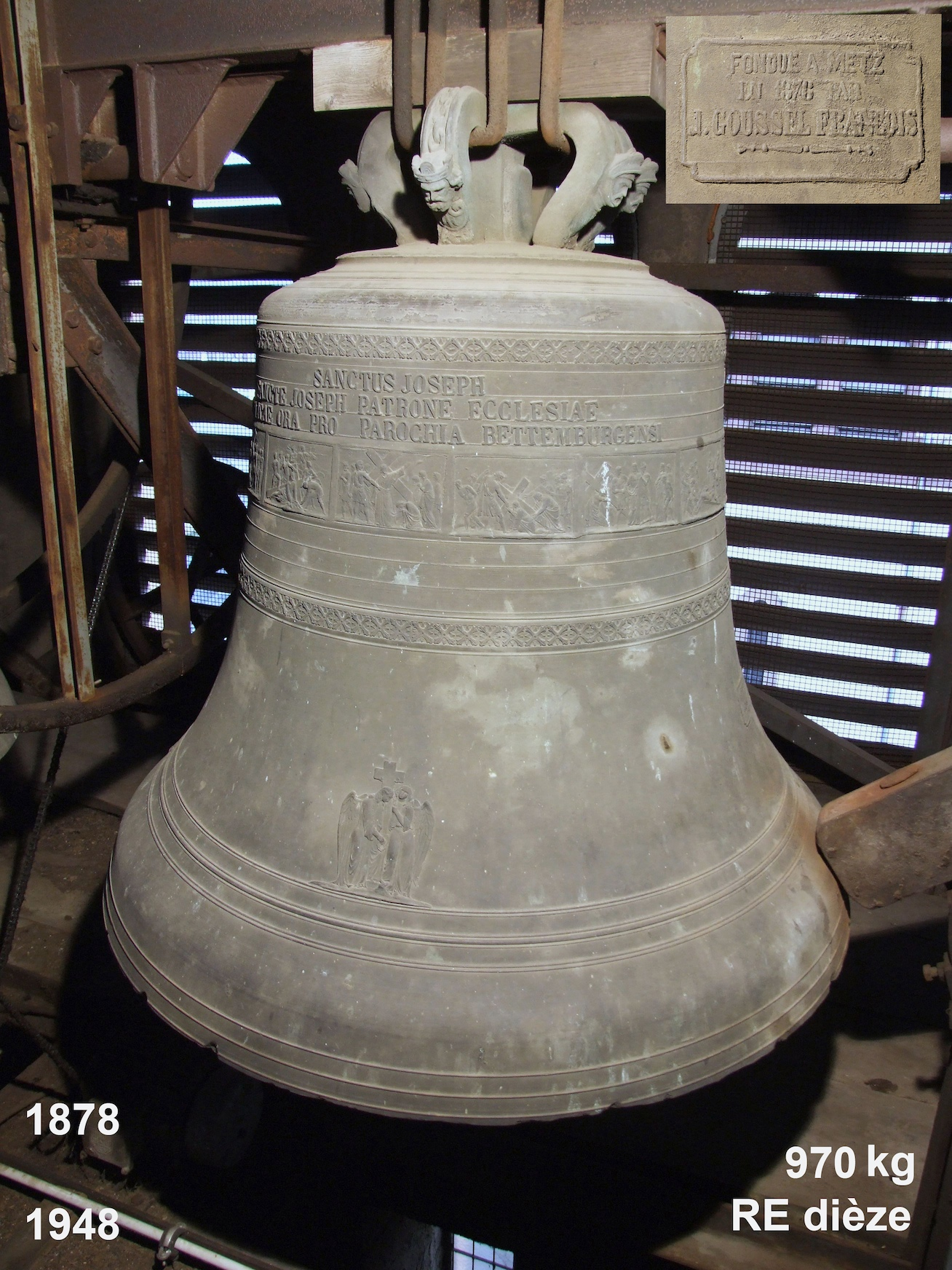
Bettemburg Glocke, dem hl. Josef geweiht

Die römisch-katholische Kirche Saint-Martin (auch: lux.: Kierch vu Waasserbëlleg; franz.: Église Saint-Martin Wasserbillig) im Ort Wasserbillig (lux.: Waasserbëlleg) im Kanton Grevenmacher im Großherzogtum Luxemburg gehört zur Pfarrei Wasserbillig, Dekanat Grevenmacher und damit zum Erzbistum Luxemburg (lux.: Äerzbistum Lëtzebuerg), welches das gesamte Großherzogtum Luxemburg umfasst.
Die Kirche ist dem heiligen Martin (lux.: hellege Mäerten) geweiht, Zweitpatron ist der hl. Nikolaus (lux.: hellege Niklos). Das Patrozinium wird am 11. November gefeiert.

## Lage
Die Kirche liegt in der Gemeinde Wasserbillig an der Kreuzung der Grand-Rue (N1) und der Route d’Echternach (N10).

## Geschichte
Vom 12. Jahrhundert bis 1871 war die Kirche von Wasserbillig gleichzeitig Pfarrkirche von Wasserbillig und Oberbillig. Manternach war bis 1685 und Lellig bis 1844 der Pfarre Wasserbillig angegliedert.
Die erste Kirche von Wasserbillig befand sich in der Nähe des Zusammenflusses der Sauer und der Mosel (Parzelle: „Spatz“). Bis 1796 war die Reichsabtei St. Maximin in Trier Kirchenherr und Grundbesitzer. Aufgrund der geografischen Lage wurde die alte Kirche regelmäßig durch Überschwemmungen beeinträchtigt und war in einem schlechten baulichen Zustand. 1792 wurde daher beschlossen, an der heutigen Stelle eine neue Kirche zu errichten. Es wurde der Kirchenbau begonnen aber nicht fertig gestellt, da nach der französischen Annexion Luxemburgs 1795 das gesamte Vermögen des Klosters beschlagnahmt wurde. Der damalige Bürgermeister von Wasserbillig, Valère de Seyl (1797–1807), ließ dann die noch nicht vollendete neue Kirche im Stil des Barock fertig bauen. 1808 fand die ersten Messe statt. Dieses Ereignis wurde auch als Jahreszahl über dem Hauptportal eingetragen. 1810 wurde die alte Kirche im Bereich „Spatz“ profaniert, abgerissen und das Grundstück verkauft. Der alte Friedhof um diese Kirche wurde aufgelassen.
Der Hochaltar und die beiden Seitenaltäre für die neue Kirche wurden 1834 vom Kapuzinerkloster bei Bernkastel gekauft und per Schiff über die Mosel nach Wasserbillig transportiert. 1877 wurde von Pfarrer Nic. Courth ein Harmonium gespendet.
Bei der Renovierung des Dorfkerns von Wasserbillig 1930 wurde der bisherige Friedhof, der sich neben der Kirche befand, außerhalb des Dorfes verlegt und die Kirche 1933 und 1934 renoviert. Die beiden Türme und die Sakristei wurden gebaut und im Inneren die Arkaden mit einem Kreuzschiff errichtet. Die dem hl. Nikolaus und die dem hl. Martinus geweihten Glocken im kleinen Turm über dem Hauptportal wurden 1934 im neuen Westturm aufgezogen.
Im Zuge der Kampfhandlungen bei Wasserbillig im Zweiten Weltkrieg wurde die Kirche stark beschädigt. So wurden auch die bisherigen Kirchenfenster vollständig zerstört. Erst in den 1950er Jahren wurden die Provisorien aus einfachem Fensterglas durch die heutigen Kirchenfenster ersetzt.

## Gebäude
Das Gebäude der Kirche wurde in einem barocken Stil bis 1808 errichtet. Das Kirchenschiff hat ein durchgehendes Satteldach und ist von Nordwest nach Südost (Haupteingang) ausgerichtet. Der Haupteingang ist zur Hauptstraße N1 (Grand-Rue) gerichtet. Nordöstlich führt die N10 (Rue d’Echternach) in etwa parallel zur Kirche vorbei.
Die Kirchtürme befinden sich nordwestlich in das Querschiff integriert, dazwischen befindet sich der Chor.
Das Kirchenschiff ist außen weitgehend in einem beigen Farbton gehalten, unterbrochen von dunkelbraun gehaltenen Tür- und Fenstereinfassungen und Pilastergliederungen. Die Dächer und Teile der Fassade sind mit Eternitschindeln eingedeckt bzw. versehen.
Durch die Fenster mit Glasmalereien wirkt der weitgehend weiß gehaltene Innenraum dunkel bzw. herrscht eine diffuse Lichtwirkung vor. Der Innenraum selbst ist von barocken Farb- und Wandelementen weitgehend befreit. Durch das farbliche (mittelbraun) hervorheben von Rippen des Tonnengewölbes und Säulenteilen wird der Innenraum strukturiert und erhält einen ansprechenden architektonischen Effekt.

### Hochaltar
Der Hochaltar und die beiden Seitenaltäre in barockem Stil wurden 1748 von Joseph Günster und seinem Gesellen Henr. Fischer aus Igel für das Kapuzinerkloster in Bernkastel hergestellt. 1834 kaufte diese die Pfarre Wasserbillig für 351,50 Franken vom Kloster. Das Hauptbild zeigt oben Jesus und Maria beim Kreuz und darunter den hl. Franziskus umgeben von Putten. Die Darstellung soll die Portiuncula-Erscheinung des hl. Franz von Assisi zeigen.
Oberhalb des Altars steht: Sancti Franzisce OPN (die Buchstaben OPN im Sinne von lat.: Ora Pro Nobis; dt.: Bitte für uns).
Der Tabernakel hat die Form eines Tempels.

### Kirchenfenster
Die im Zweiten Weltkrieg zerstörten Kirchenfenster wurden durch neue von den luxemburgischen Künstlern: Gustave Zanter, den Brüdern Joseph und Émile Probst, François Gillen und Nina und Julien Lefèvre 1952 entworfene ersetzt. Es sind biblische Motive zu sehen (z. B. die Hochzeit zu Kana von Nina und Julien Lefèvre, Fenster im Querschiff) in moderner Darstellungsart.

### Kreuzwegstationen
Die Kreuzwegstationen wurden von Jos Jungblut aus Remich aus Eichenholz geschnitzt.

### Pieta
Die in der Kirche befindliche Pietà ist etwa 98 cm hoch und 43 cm breite Skulptur eines unbekannten Künstlers. Sie ist aus Eichenholz handgeschnitzt und stammt aus dem 18. Jahrhundert. Sie ist eine der wenigen Darstellungen in Luxemburg, in denen die Muttergottes stehend und weinend dargestellt wird. Dies ist eine typische Darstellung südeuropäischer Künstler. Es wird vermutet, dass die Pietà aus der alten Kirche übernommen wurde.

### Skulptur hl. Martin

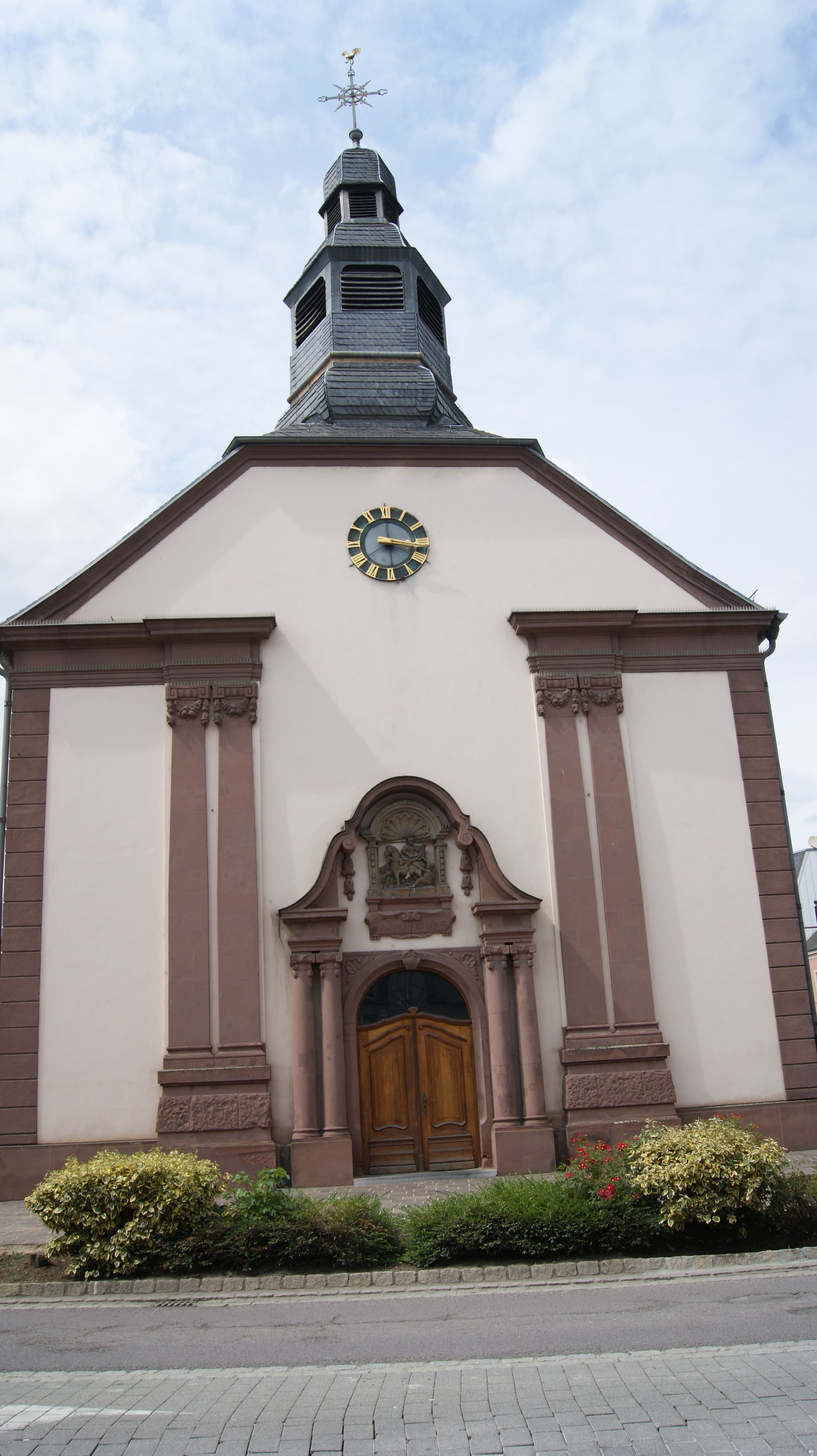
Hauptportal mit dem Relief des hl. Martin

Über dem Hauptportal der Kirche befindet sich ein Relief des hl. Martin, umrahmt von rotem Sandstein. Das Relief zeigt den hl. Martin bei seiner bekanntesten Tat, der Teilung des Mantels mit einem armen Mann. Unter dem Relief ist der Name: St. Martinus eingemeißelt mit links der Zahl 18 und rechts der Zahl 08. Dem Namen nachgestellt sind die Buchstaben OPN (im Sinne von lat.: Ora Pro Nobis; dt.: Bitte für uns).

### Orgel
Die erste Orgel der Kirche wurde 1902 von der Firma H. Voit & Söhne aus Karlsruhe-Durlach gebaut und hatte 22 Register auf zwei Manualen und Pedal. 1973 erfolgte ein Neubau durch die Manufacture d’orgues luxembourgeoise aus Lintgen. 1993 wurde die Orgel von Orgelbauer Ulrich Lohmann aus Hamm in Westfalen renoviert und in der Disposition leicht verändert. Das Gehäuse besteht aus Kiefernholz aus Schweden. Die Orgel hat 30 Register, 2 Manuale mit Pedal, 2230 Pfeifen und eine mechanische Traktur.

### Glocken
Im Turm der Kirche befinden sich drei Glocken:
- Bettemburg Glocke (lux.: Beetebuerger Klack) mit einem Gewicht von 970 kg, geweiht dem hl. Josef mit der Inschrift: Sancte Joseph, Patronae Ecclesiae Catholicae Ora Pro Parochia Bettemburgensi. Sie ist auf den Grundton RE dièse gestimmt. Die Glocke wurde 1878 in der Glockengießerwerkstatt Goussel-François Metz gegossen und hing bis 1948 in der Kirche von Bettemburg. Sie wurde von Pfarrer P. Weidert gekauft, um die im Zweiten Weltkrieg zerstörte Nikolausglocke zu ersetzen.
- Marienglocke (lux.: Marieklack) mit einem Gewicht von 800 kg, geweiht der Muttergottes (Maria Consolatrix Afflictorum) mit der Inschrift: Anno Domini 1935 sub regime Papae PII XI. Magnae Ducis Carolae Episcopi Petri Nommesch Pastoris P.Weidert Burgimagistri J.P.Hopp, Incolae de Wasserbillig me fieri fecerunt in Honorem Consolatricis Afflictorum, Patronae Patriae. Sie ist auf den Grundton FA dièse gestimmt.
- Martinsglocke (lux.: Martinusklack) mit einem Gewicht von 550 kg, geweiht dem hl. Martin von Tours mit der Inschrift: Zu Saarburg gegossen dem Lichte erschlossen aus Altem erkauft Sankt Martin getauft erkling ich zur Ehre des Schoepfers und mehre den Menschen ihr Teil an Segen und Heil. Sie ist auf den Grundton SOL dièse gestimmt.

Die Martinsglocke und Marienglocke wurden 1935 in der Glockengießerei Mabilon in Saarburg gegossen. Bei ihrer Herstellung wurden die beiden alten Glocken von 1771 bzw. 1844 verwendet.

### Glockenspiel
Das Glockenspiel wurde 1953 von der Firma Koninklijke Eijsbouts aus Asten in den Niederlanden konzipiert und installiert. Ursprünglich hatte es 13 Glocken. 1969 wurden fünf weitere Glocken hinzugefügt. Der Ulmer Turmuhrenfabrik Philipp Hörz renovierte das Glockenspiel 2003 grundlegend und es wurde auf vollautomatischen Betrieb umgebaut. Seither kann eine größere Vielfalt an Melodien gespielt werden und ist dies nicht mehr auf bestimmte Zeiten beschränkt.